# 厚別神社
厚別神社、厚别神社（あしりべつじんじゃ）は、北海道札幌市清田区平岡2条1丁目3番1号にある神社である。旧社格は旧無格社。同市内の厚別区にある神社ではなく、呼称も「あつべつ」ではない。

## 祭神
- 天照大神（あまてらす おおかみ)
- 大山祇神（おおやまつみ の かみ）
- 倉稲魂神（うがのみたま の かみ）

## 歴史
- 1874年（明治7年） – 現在の地域（アシリベツ）に最初に入植した長岡重治の自宅付近に小さな祠を作り崇拝していたのが始まり。
- 1885年（明治18年）9月 – 旧国道（国道36号）と厚別川（あしりべつがわ）の交差する東側に長岡重治、波岡誠一郎らが社を建立。天照大神、大山祇神、倉稲魂神の神霊を奉斎し、五穀豊穣と地域住民の安全を祈願したことに由来。鎮守の氏神として祀られる。
- 1917年（大正6年）4月 – 現在の地に本殿を建設。
- 1930年（昭和5年）9月 – 公認神社に認定。
- 1946年（昭和21年）8月 – 宗教法人を設立。
- 1970年（昭和45年）9月5日 – 新社殿に改築。

## 祭事・年中行事
- 9月12日
  - 宵宮祭（9月11日）
  - 例祭「厚別神社例大祭」

## ギャラリー

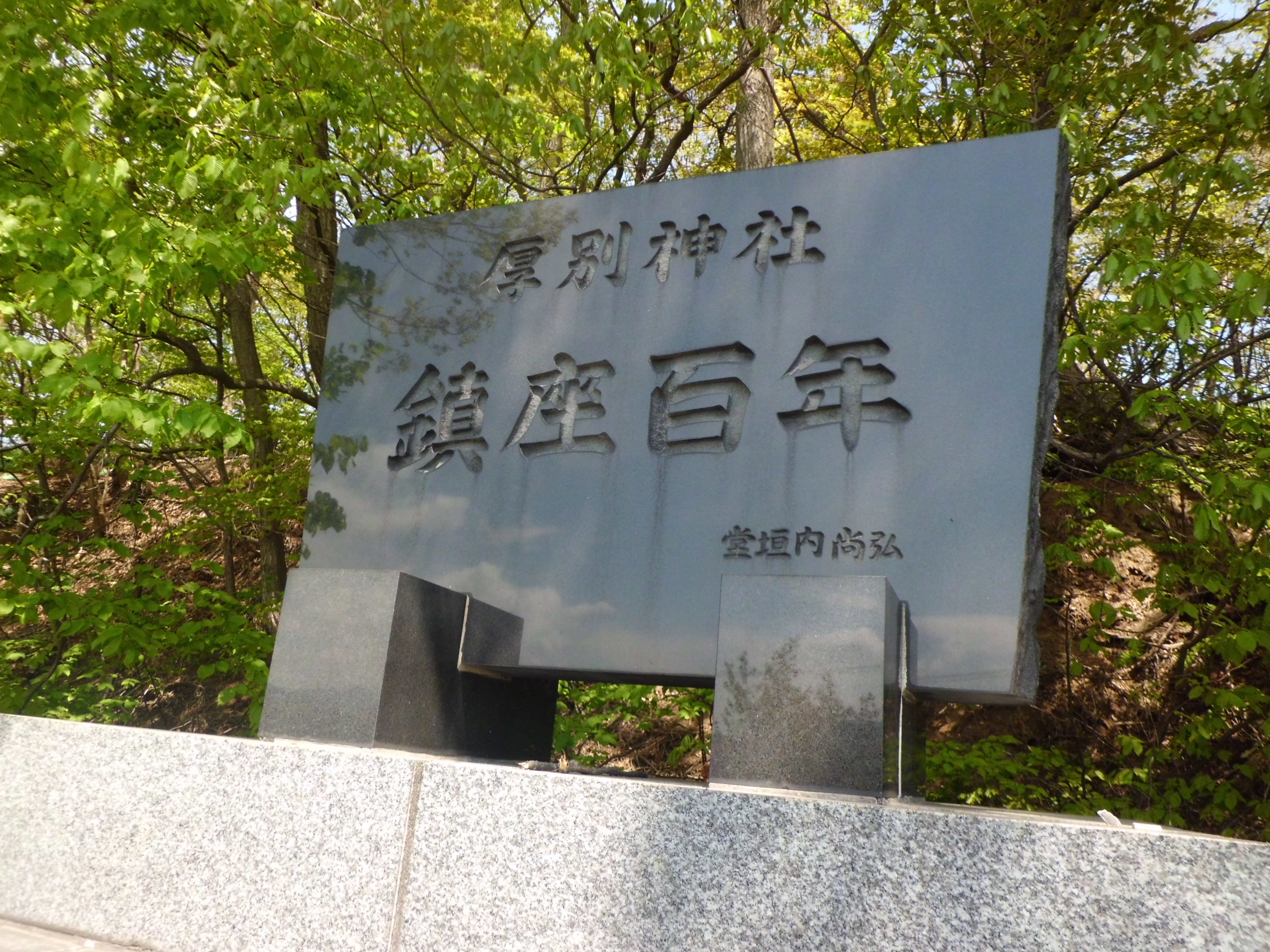
「厚別神社 鎮座百年」碑
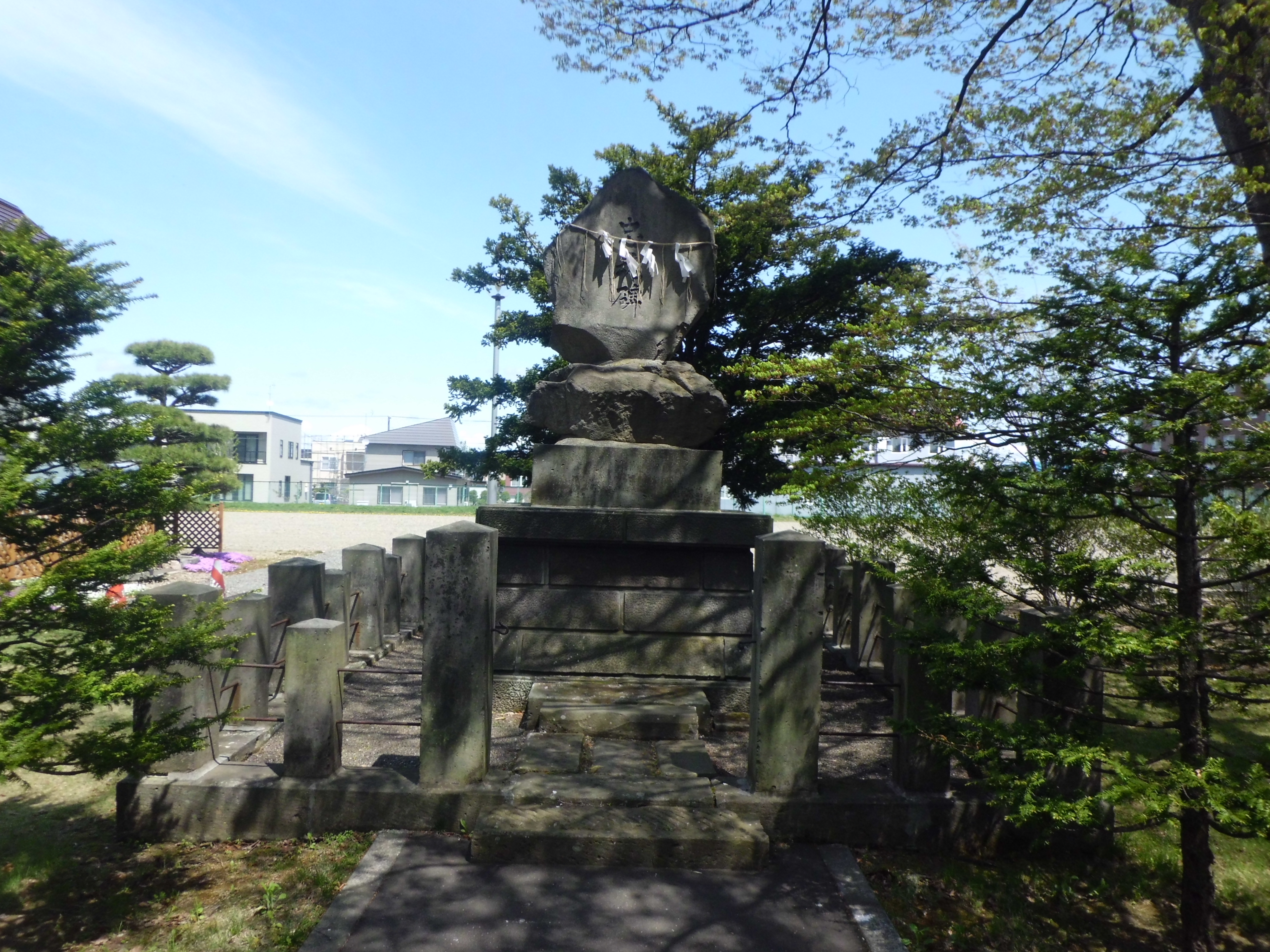
忠魂碑
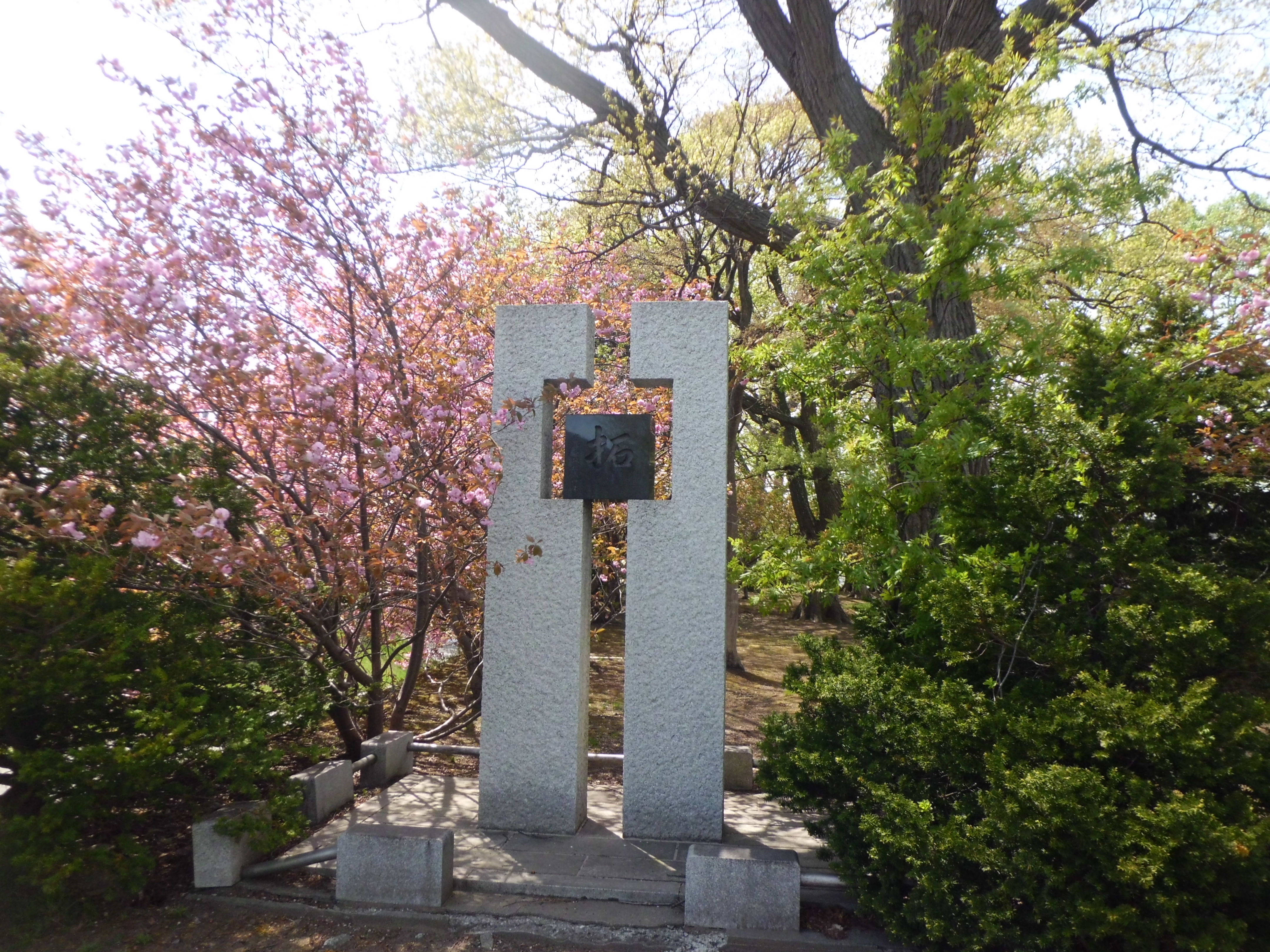
「拓」清田開基百年碑
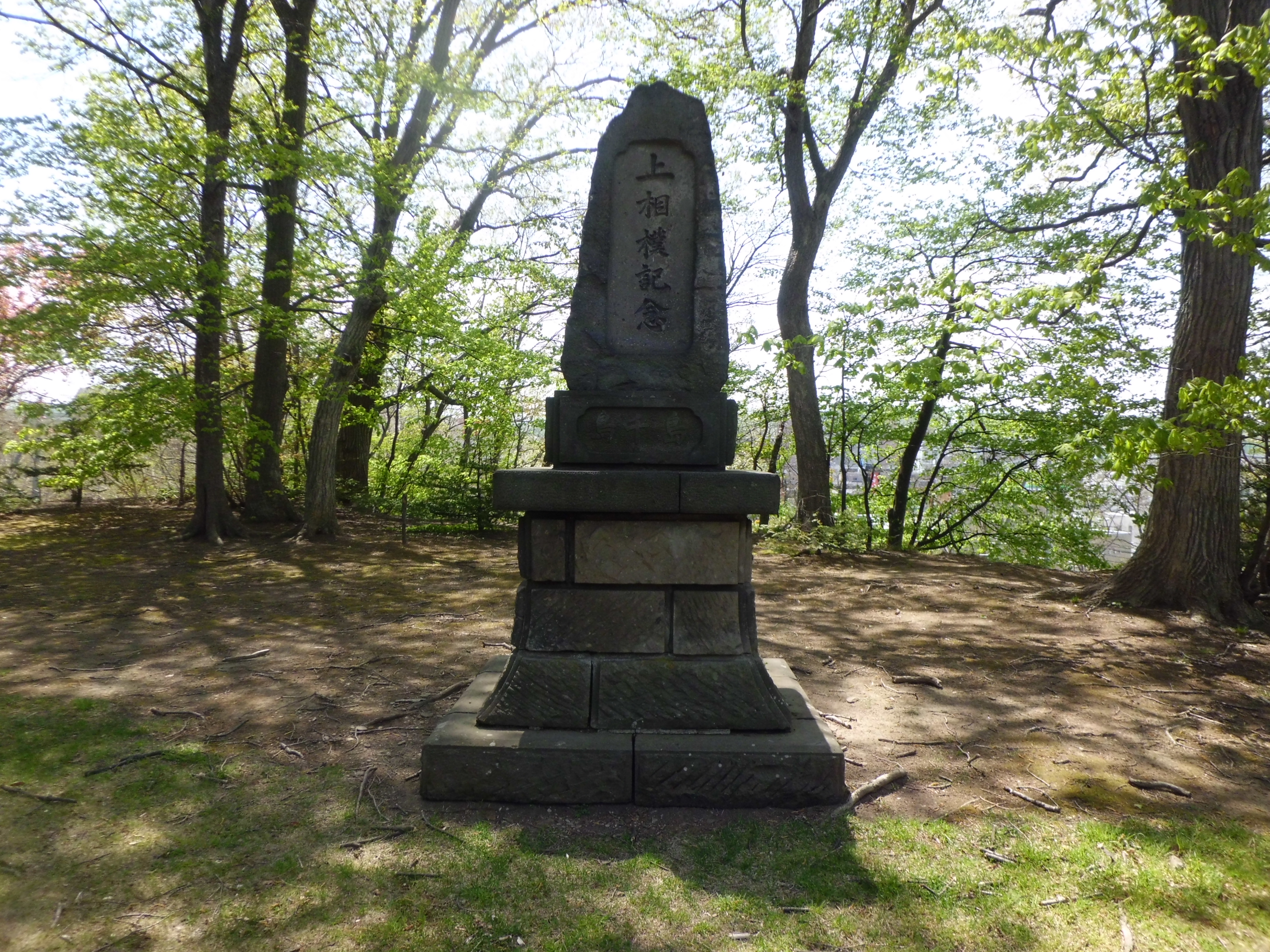
「上相撲記念」碑
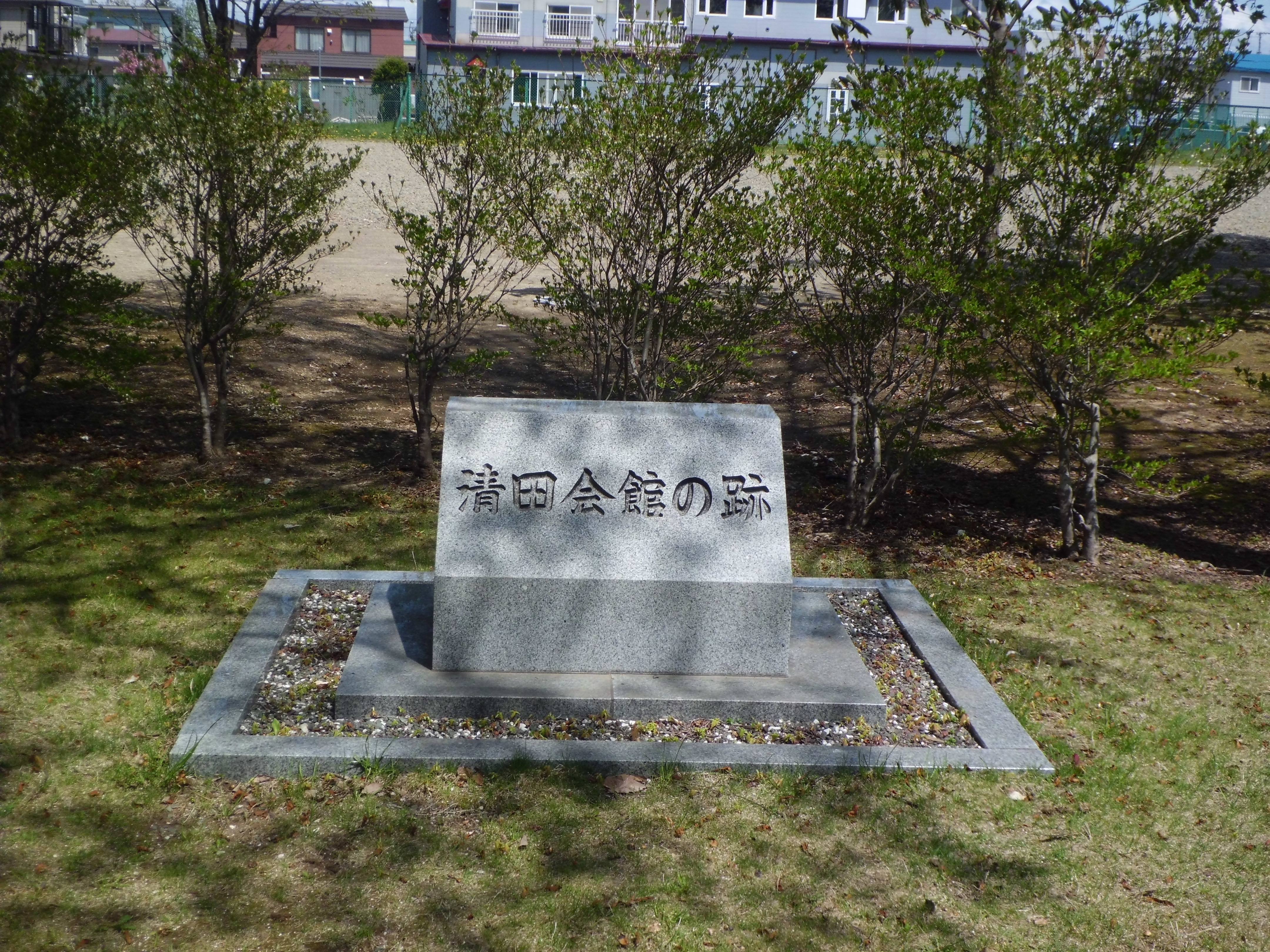
「清田会館の跡」碑